# Corps Holsatia

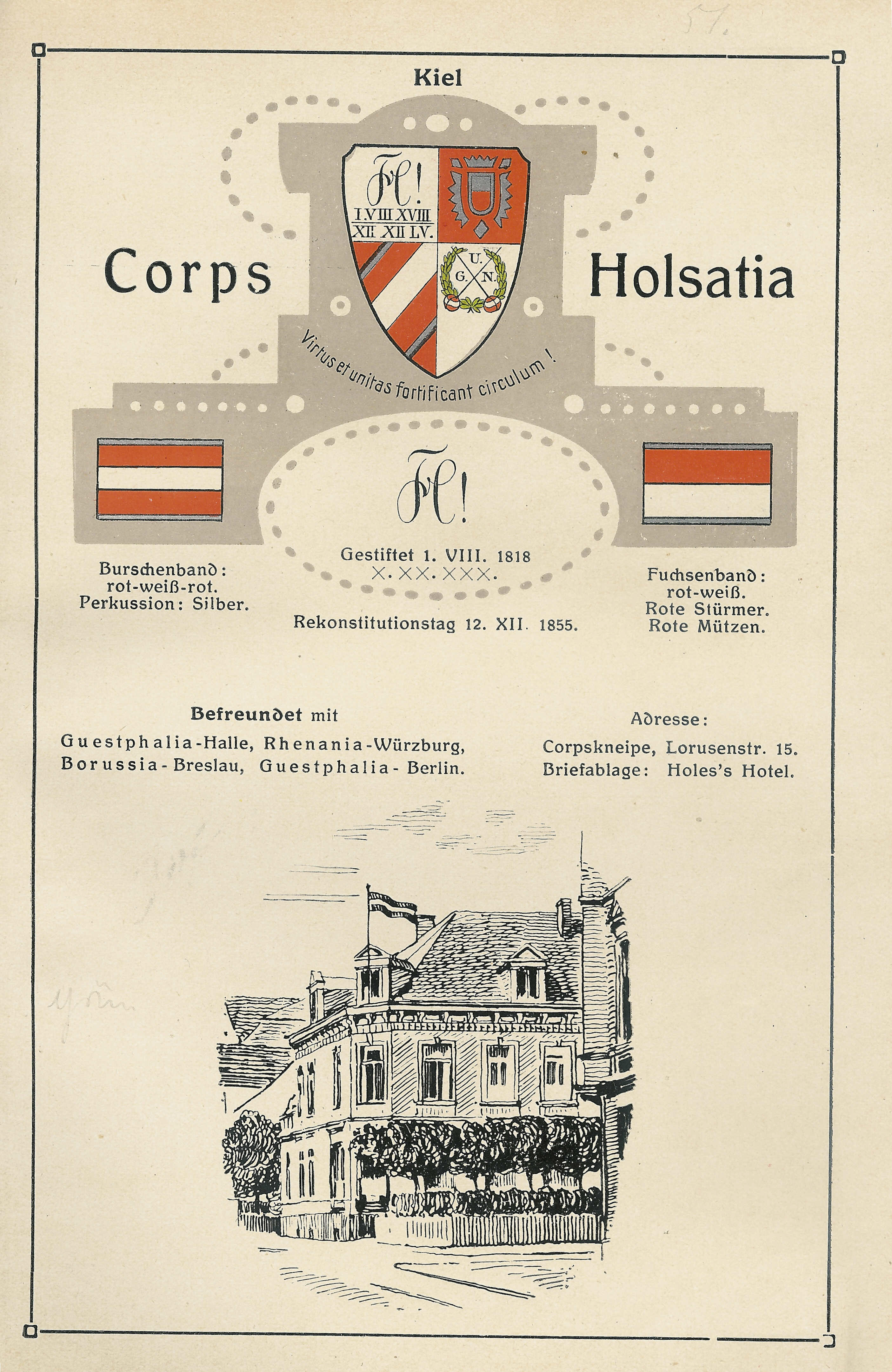
Anciens armoiries et maison du corps Holsatia (1912)

Le Corps Holsatia Kiel est le plus ancien corps combattant et portant couleur de l'Université Christian-Albert de Kiel.

## Couleur
Holsatia a les couleurs rouge clair-blanc-rouge clair avec des percussions argentées. Une casquette d'étudiant rouge vif est également portée. La bande du renard est rouge clair et blanche.
La devise est Gloria in amore patriae ! La devise héraldique est Amico pectus, hosti cuspidem !

## Histoire

### Phase fondatrice
À la fin du semestre d'été 1813, la première fraternité de Kiel est créée. Particularité de Kiel, elle comprend à l'époque la quasi-totalité des étudiants, mais est supprimée sous cette forme à Pâques 1823. Le 31 août 1823, le Corps Holsatia est fondé. Parce que le Saxonia est antidatée à 1838, il adopte le 1er août 1818 comme jour de fondation en 1895. Cependant, il n’existe aucune preuve concrète de cette date.
En 1829, un deuxième Corps Slesvicia est fondé à partir de Holsatia avec les couleurs bleu-blanc-rouge, qui, avec Holsatia, forment le premier Convent des anciens de Kiel . En 1833, les deux sont unis pour former la Slesvico-Holsatia, qui est ensuite suspendue et rétablie le 23 janvier 1838.
Le corps est membre de l'Association des Convents des anciens de Kösen (KSCV) depuis 1859. Le SC zu Kiel ne rejoint le KSCV qu'en 1865.

### Holsatia dans la guerre du Schleswig-Holstein
Le corps est étroitement lié à l'histoire de l'État du Schleswig-Holstein par sa participation à la guerre du Schleswig-Holstein (1848-1851) et par l'intermédiaire de membres de la noblesse du Schleswig-Holstein, tout comme les autres anciennes associations étudiantes de Kiel. Après le déclenchement de la Révolution de Mars dans les États allemands, les troupes prussiennes du maréchal Frédéric von Wrangel envahissent le Danemark en 1848. Les Prussiens trouvent le soutien d'associations de bénévoles, dont fait également partie le Corps des étudiants de Kiel. Sous la direction d'Harald Kjer et sous la bannière du Corps Holsatia, les étudiants de Kiel partent en guerre aux côtés des Prussiens et subissent une défaite dévastatrice aux mains des Danois le 9 avril 1848 lors de la bataille de Bov, au nord-ouest de Flensbourg. Dans le même temps, Friedrich von Reventlou (de), également membre du Corps Holsatia, en tant que membre du gouvernement provisoire du Schleswig-Holstein (de), tente de trouver une solution politique au conflit, et Friedrich Adamson von Moltke (de) prend une position pro-danoise.

### Holsatia-Borussia
Dans la période d'après-guerre, Holsatia encourage l'approfondissement des relations de cartel avec le Corps Borussia Breslau (de), suspendu et expulsé. Cela permet aux anciens de rejoindre les anciens des autres corps en tant que membres extraordinaires. Un comité mixte de cinq personnes recommande que les membres de la communauté étudiante de voile Holsatia, fondée en 1947, soient acceptés. Le groupe Holstein reçoit le noir du Borussia comme percussion. Le B du Borussia est inséré dans le cercle H d'Holsatia en haut à droite. Les sept membres du SSG sont acceptés dans le Corps Holsatia-Borussia au pub de Noël d'Holsatia en 1948. En public, les gens portent des chapeaux de marin noirs à rayures rouge-blanc-rouge. Les anciens dirigeants des deux corps décident mutuellement de la séparation et d'un nouvel accord de cartel en mai 1950 à Hanovre. Holsatia réintroduit les anciennes couleurs en juillet 1950 ; Le Borussia décerne le ruban prussien aux dix inactifs qui ont porté la percussion noire ; Holsatia s'engage à soutenir le Borussia avec une reconstitution. Bernhard Sprengel (de) signe l'accord de cartel pour Holsatia et Kurt Härtel pour le Borussia.
Holsatia contribue à la reconstitution d'après-guerre non seulement du Borussia Breslau, mais aussi de Franconia Jena (de), Guestphalia Halle (de) et Curonia Goettingensis (de). La Rhenania Würzburg, la Vandalo-Guestphalia (de) et le Hasso-Borussia leur ont fourni des garçons de corps

### 200eanniversaire
Du 13 au 16 juin 2013, Holsatia célèbre son 200e anniversaire de la Fondation. Presque tous les corps de Kösen sont représentés au Kommers (en) du Yacht Club de Kiel (de). De nombreux Souabes de Tübingen (de) sont également présents. Lors de la cérémonie, Gerhard Fouquet (de), président de l'Université Christian-Albert, et Peter Harry Carstensen, ancien ministre-président du Schleswig-Holstein, prononcent les discours.

### Divers

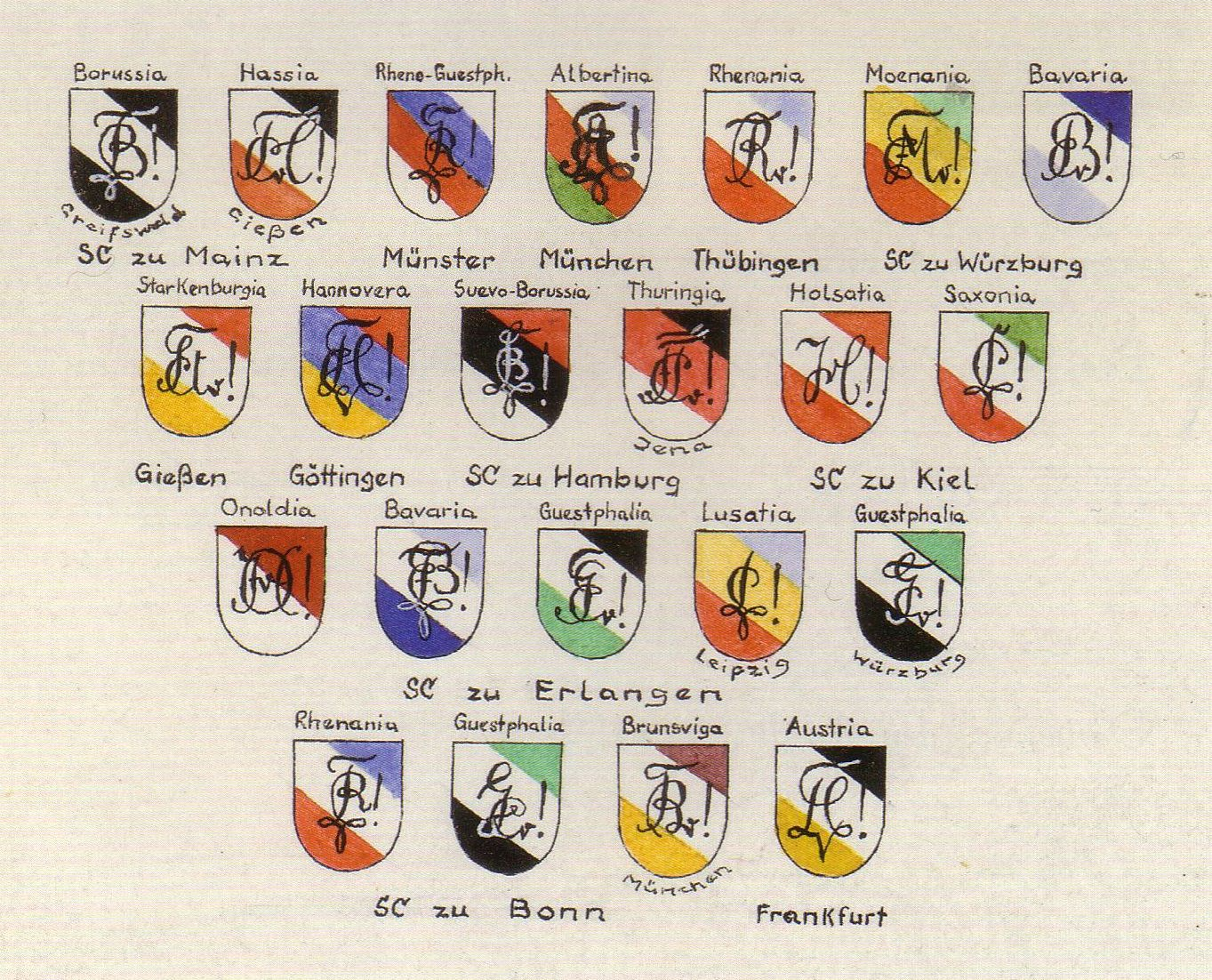
Groupe d'intérêt pour rétablir le KSCV

Le Holsteiner H. Rönne dirige le congrès extraordinaire de Kösen à Halle-sur-Saale en 1911, qui traite de la nouvelle version des statuts de Kösen. Après la dissolution du KSCV, le corps cesse ses opérations actives en 1936. En janvier 1950, Holsatia fait partie des 22 corps qui se réunissent dans la communauté d'intérêts et préparent la reconstitution du KSCV. Holsatia est le corps de banlieue président du KSCV en 2000 et, avec Reinhard Hein Rhenaniae Tübingen, il est président de l'oKC.

## Relations
Holsatia appartient au cercle vert au sein de l'Association des anciens de Kösen et fait partie du cartel avec le Borussia Breslau zu Köln und Aachen (de) et est amie avec Guestphalia Halle (de), Franconia Jena (de), Franconia München (de), Rhenania Würzburg et Guestphalia Berlin.

## Maison de corps
Même après le début du siècle, Holsatia a son domicile au Prinzen Heinrich. À l'automne 1910, l'association des anciens acquiert la propriété située Feldstrasse 42  (au coin de la Lornsenstrasse), où est construite la première maison du corps, occupée au semestre d'été 1911. Elle comprend un appartement pour le domestique du corps et une cuisine au sous-sol, une salle de pub et une salle à manger (« Schifferstube ») au rez-de-chaussée et quatre salons, et plus tard également une bibliothèque à l'étage supérieur. Le 6 juillet 1944, la maison est détruite, à l'exception des murs extérieurs, lors des raids aériens sur Kiel (de). La propriété fut vendue après la guerre. La maison du corps actuelle a été construite sur la Niemannsweg à Kiel-Düsternbrook.

## Sport de voile
Le Corps Holsatia a une ancienne et forte tradition de navigation. Le Star No. Le 841 Königsau participe au premier championnat allemand de Starboat en 1931 dans le cadre de la semaine de Kiel et obtient la 5e place. Ils continuent à concourir au cours des années suivantes. Ils sont 7 sur 7 (1933) et 6 sur 8 (1934). Ensuite la trace du bateau est perdue. Cela n’est pas enregistré dans les documents ISCYRA aujourd’hui.

## Membres notables

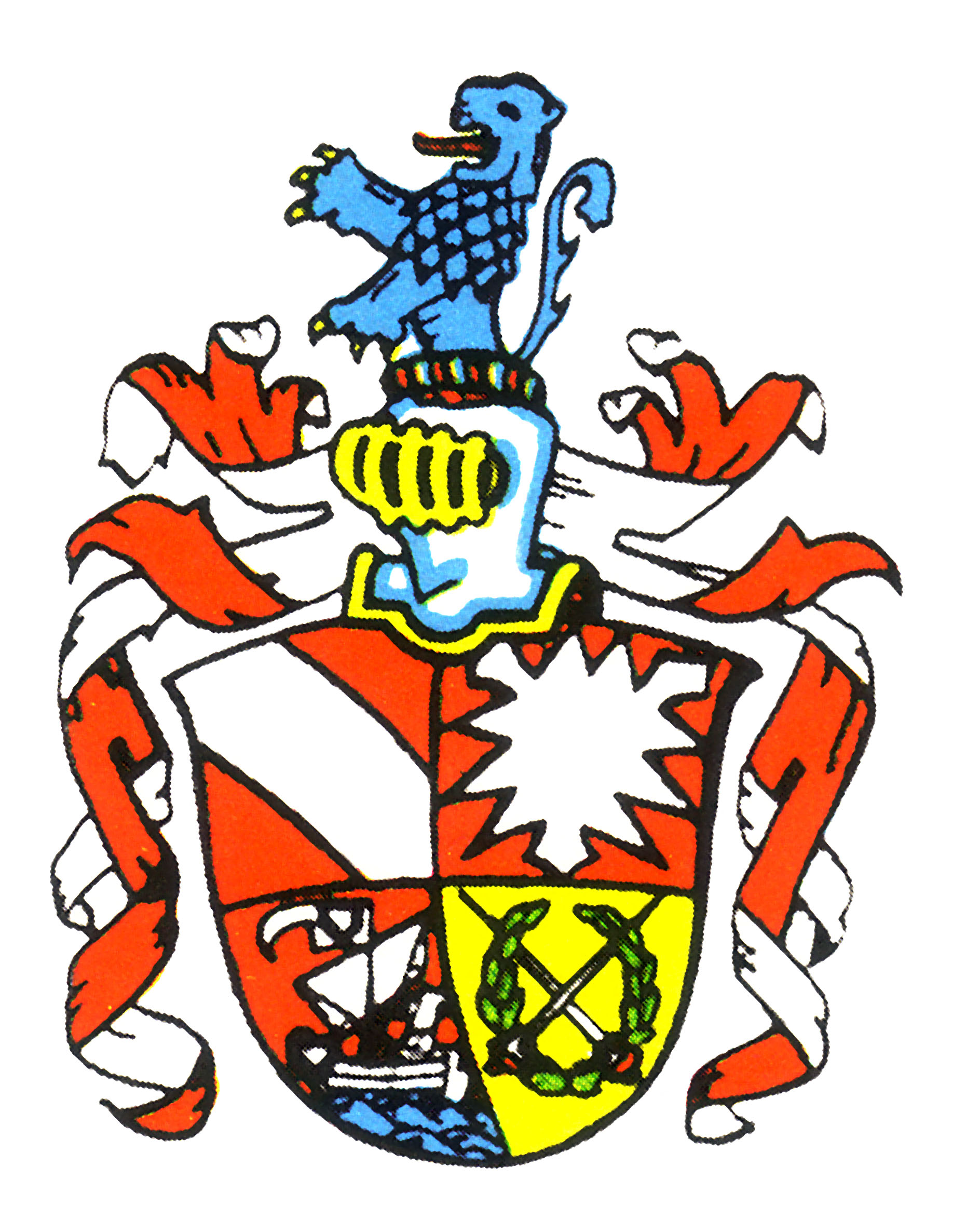
Armoiries actuelles de Holsatia

- August von Ahlefeld (de) (1811–1891), propriétaire de manoirs et administrateur dans le duché de Schleswig, commissaire au ravitaillement de l'armée impériale allemande pendant le soulèvement du Schleswig-Holstein.
- Konrad Bargum (de) (1802–1866), député de l'Assemblée des États du Holstein, président de l'Assemblée des États réunis à Rendsburg, président de l'Assemblée constituante du Schleswig-Holstein, maire de Kiel
- Eduard von Baudissin (de) (1823–1883), député du Reichstag
- Gerd Beug (de) (1882–1961), ingénieur et industriel
- Paul Boysen (de) (1803–1886), maire d'Hildesheim
- Ahasver von Brandt (de) (1909–1977), historien
- Gustav Brandt (de) (1865–1919), directeur du musée Thaulow de Kiel
- Joachim Brinkmann (de) (1934–2022), député du parlement de Hambourg
- Konrad von Brockdorff-Ahlefeldt (de) (1823–1909), député de la chambre des seigneurs de Prusse
- Friedrich Brütt (de) (1844–1921), administrateur de l'arrondissement de Rendsburg (de) et de l'arrondissement de Kosten
- Christian August Thomas Bruhn (de) (1808–1875), bailli à Hadersleben, directeur de l'association d'assurance incendie de Lübeck
- Carl Gottlieb Bünz (de) (1843–1918), diplomate
- Walter Buresch (de) (1860–1928), administrateur de l'arrondissement de Filehne et de l'arrondissement d'Inowrazlaw (de)
- Ernst Siegfried Buresch (de) (1900–1969), président du tribunal social du Schleswig-Holstein, membre d'honneur du Corps
- Johann Detloff von Cossel (de) (1805–1891), bailli
- Heinrich Dähnhardt (de) (1836–1902), président du Sénat au Tribunal impérial
- Peter Feddersen (de) (1800–1869), maire de Roskilde
- Franz Heinrich Frahm (de) (1803–1878), avocat à la Cour suprême, député du parlement oldenbourgeois (de)
- Karl Philipp Francke (de) (1805–1870), président du gouvernement du Schleswig, député du Parlement de Francfort
- Christian Gänge (de) (1832–1909), chimiste, professeur d'université à Iéna
- Horst Gärtner (de) (1911–2001), hygiéniste et microbiologiste
- Jürgen Gramke (de) (né en 1939), ministre de l'Économie de Saxe-Anhalt
- Horst Hagen (1926–2011), interniste, publiciste sur la faune africaine
- Jacob Hansen (de) (1799–1880), prévôt, député de l'assemblée des États du Schleswig-Holstein
- Peter Hansen (de) (1831–1878), maire d'Hadersleben, juge d'arrondissement, député de la chambre des représentants de Prusse
- Richard Hanssen (de) (1864–1945), ophtalmologue
- Johann Höpfner (de) (1812–1852), conseiller d'État royal danois, chef de département au ministère du Schleswig à Copenhague
- Christian Ludwig Ludolph Carl Hornbostel (de) (1796–1855), secrétaire du paysage à Ratzeburg, député de l'assemblée du Lauenbourg
- Olaus Kellermann (de) (1805–1837), épigraphiste
- Otto Kjer (de) (1829–1899), bailli du bureau d'Hadersleben, administrateur de l'arrondissement d'Hadersleben (de) et de l'arrondissement de Dithmarse-du-Nord (de)
- Kurt Kleinrath (de) (1899–1968), Generalleutnant der Luftwaffe
- Gerlach von dem Knesebeck (de) (1808–1859), capitaine de mine dans le Harz
- Wilhelm König (de) (1905–1981), juge fédéral
- Joachim-Friedrich Langlet (de) (1906–1979), professeur universitaire d'élevage et de zootechnie
- Helmut Lemke (1907–1990), ministre-président du Schleswig-Holstein
- Volker Lemke (de) (né en 1942), juriste et homme politique
- Gustav Carl Liebig (de) (1930–2007), contre-amiral
- Otto von Linstow (de) (1842–1916), officier sanitaire prussien, zoologue
- Joachim Löhr (de) (1951–2009), orthopédiste
- Erik von Loewis (1904–1986), acteur et metteur en scène
- Harry Ludewig (de) (1874–1950), 1928 ministre d'État du Mecklembourg-Strelitz
- Gustav Malmros (de) (1812–1875), syndic de la couronne, député de la chambre des seigneurs de Prusse
- Detlev Martens (de) (1847–1905), médecin, député de la chambre des représentants de Prusse
- Aimé von Mesmer-Saldern (de) (1815–1889), propriétaire terrien du Schleswig-Holstein, fonctionnaire de la cour danoise et député à l'Assemblée des États du Holstein
- Friedrich Adamson von Moltke (de) (1816–1885), juriste administratif germano-danois et président de gouvernement
- Karl von Moltke (de) (1798–1866), homme politique
- Friedrich Mommsen (de) (1818–1892), juriste, président du consistoire régional à Kiel
- Leopold von Münchow (de) (1884–1945), officier de cavalerie et de l'armée, fondateur et chef du Reich de la Jungsturm, membre d'honneur du Corps.
- Hermann Ottens (de) (1825–1895), agriculteur, député de l'Assemblée des États du Holstein, député de la chambre des représentants de Prusse
- Wilhelm Petersen (de) (1835–1900), conseiller d'État et critique littéraire
- Wilhelm Pfitzner (de) (1853–1903), professeur d'anatomie
- Hugo von Plessen (de) (1818–1904), bailli des bureaux de Gottorf et de Hütten, premier administrateur de l'arrondissement de Schleswig (de)
- Wolfgang Poel (de) (1841–1926), juge
- Friedrich Christian Prehn (de) (1810–1875), syndic de la ville d'Altona, député à l'Assemblée du Schleswig-Holstein, membre de la Haute autorité civile du Schleswig-Holstein, conseiller de la Cour d'appel en chef
- Prince Henri de Prusse (1862–1929), Großadmiral
- Prince Waldemar de Prusse (de) (1889–1945), officier et grand propriétaire terrien
- Martin Rackwitz (de) (né en 1970), historien
- Otto von Rantzau (de) (1809–1864), seigneur d'Aschau, prévôt du monastère d'Uetersen, ambassadeur de Prusse à Dresde
- Friedrich von Reventlou (de) (1797–1874), membre du gouvernement provisoire de 1848 dans le Holstein, gouverneur des duchés de Schleswig et de Holstein
- Christian Andreas Julius Reventlow (de) (1807–1845), administrateur et Amtmann, commissaire royal danois lors de la construction de la première ligne de chemin de fer du Schleswig-Holstein d'Altona à Kiel
- Ludwig zu Reventlow (de) (1864–1906), propriétaire terrien, député du Reichstag
- Klaus Ring (de) (né en 1934), microbiologiste, ancien président de l'université Goethe de Francfort-sur-le-Main
- Jonas von Rosen (de) (1835–1881), administrateur de l'arrondissement d'Hadersleben (de)
- Carl von Scheel-Plessen (de) (1811–1892), haut président de la province du Schleswig-Holstein
- Wulff Scheel-Plessen (de) (1809–1876), propriétaire d'un manoir du Holstein, ambassadeur danois et ministre des Affaires étrangères
- Ernst von Schimmelmann (de) (1820–1885), propriétaire d'un manoir, député de la chambre des seigneurs de Prusse
- Frédéric-Ferdinand de Schleswig-Holstein-Sonderbourg-Glücksbourg (1913–1989), prince
- Frédéric de Schleswig-Holstein-Sonderbourg-Glücksbourg (1891–1965), chef de la maison de Schleswig-Holstein
- August Schwerdtfeger (de) (1816–1889), propriétaire d'un manoir, député de la chambre des seigneurs de Prusse
- Anton Spetzler (de) (1799–1852), architecte ; fondateur du Corps
- Bernhard Sprengel (de) (1899–1985), chocolatier, collectionneur d'art et donateur de musée
- Christian Stocks (de) (né en 1947), ambassadeur allemand au Salvador
- Rudolf Struck (de) (1861–1935), médecin et chercheur en histoire locale
- Arnulf Thiede (de) (né en 1942), chirurgien, professeur émérite à Wurtzbourg
- Curt Thomalla (de) (1890–1939), scénariste, neurologue et médecin social
- Hans Uthemann (de) (1866–1931), vice-amiral de la marine impériale
- Friedrich Wilhelm Valentiner (de) (1807–1889), pasteur évangélique luthérien
- Wilhelm Heinrich Valentiner (de) (1806–1856), médecin, physicien de la ville de Kiel
- Carl Völckers (de) (1836–1914), premier professeur allemand d'ophtalmologie (Kiel)
- Werner Vollborn (de) (1909–1972), spécialiste de l'Ancien Testament, pasteur à Kiel
- Ernst Wagner (de) (1860–1917), administrateur de l'arrondissement de Schleusingen, député de la chambre des représentants de Prusse
- Arved von Wedderkop (de) (1873–1954), prévôt de couvent à Uetersen
- Ludwig von Wedderkop (de) (1807–1882), conseiller supérieur d'appel, député du parlement oldenbourgeois (de)
- Peter Friedrich von Willemoes-Suhm (de) (1816–1891), fonctionnaire danois, puis prussien
- Philipp Wittrock (de) (1834–1880), directeur de tribunal régional, député de la chambre des représentants de Prusse
- Ludwig Wyneken (de) (1802–1887), maire et conseiller du tribunal d'instance de Lütjenburg, député de la chambre des représentants de Prusse